# Weichensignale
Weichensignale zeigen die momentane Stellung der zugeordneten Weiche an. Sie sind entweder als Form- oder als Lichtsignal ausgeführt.
Bei einfachen Weichen sind die Formsignale meist als drehbarer Signalkörper ausgeführt, der entweder rückstrahlend oder bei Dunkelheit beleuchtet ist. Der Signalkörper der Lichtsignale ist hingegen unbeweglich und weist eine Anzahl von Lichtpunkten auf, die je nach Weichenstellung ein unterschiedliches Signalbild anzeigen.

## Weichensignale in Deutschland

### Signalbilder

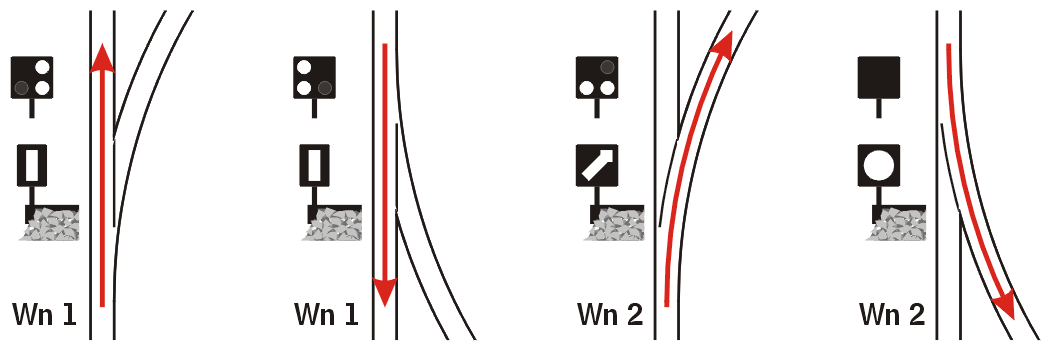
Deutsche Signalbilder von Weichensignalen, oben sind die Signalbilder als Lichtsignal und unten als Formsignal dargestellt

Das Weichensignal ist in jeder Fahrtrichtung ablesbar, aber die Symbole können sich bei derselben Weichenstellung für Spitz- und Stumpffahrt unterscheiden. Ist eine gewöhnliche Weiche beispielsweise auf „Gerader Zweig“ gestellt, zeigt das Weichensignal in beiden Richtungen einen senkrechten weißen Balken auf schwarzem (oder bei Rückfallweichen: orangefarbenem) Grund. Dieselbe Weiche, auf „gebogener Zweig“ gestellt, zeigt für ein spitz auffahrendes Fahrzeug einen schrägen Pfeil, der in die Richtung des abzweigenden Gleises zeigt; ein stumpf auffahrendes Fahrzeug sieht einen weißen Kreis. Um die Symbole richtig deuten zu können, muss der Triebfahrzeugführer natürlich wissen, ob er aus dem Stammgleis oder vom Abzweig her auffährt.
Die Formsignale von Doppelkreuzungsweichen haben häufig anstatt eines drehbaren Signalkörpers einen feststehenden Signalkörper mit zwei Zeigern, welche die Stellung der beiden in der Kreuzungsweiche enthaltenen Weichenzungengruppen angeben. Selten kommt es auch vor, dass eine Kreuzungsweiche zwei separate Weichensignale besitzt, so als handele es sich um zwei getrennte Weichen.
Seit einigen Jahren wird auch das ehemalige Reichsbahn-Signal Gsp 2, welches an einer Gleissperre angebracht sein kann, zu den Weichensignalen gerechnet.

Animation eines Weichensignals, ausgeführt als Lichtsignal
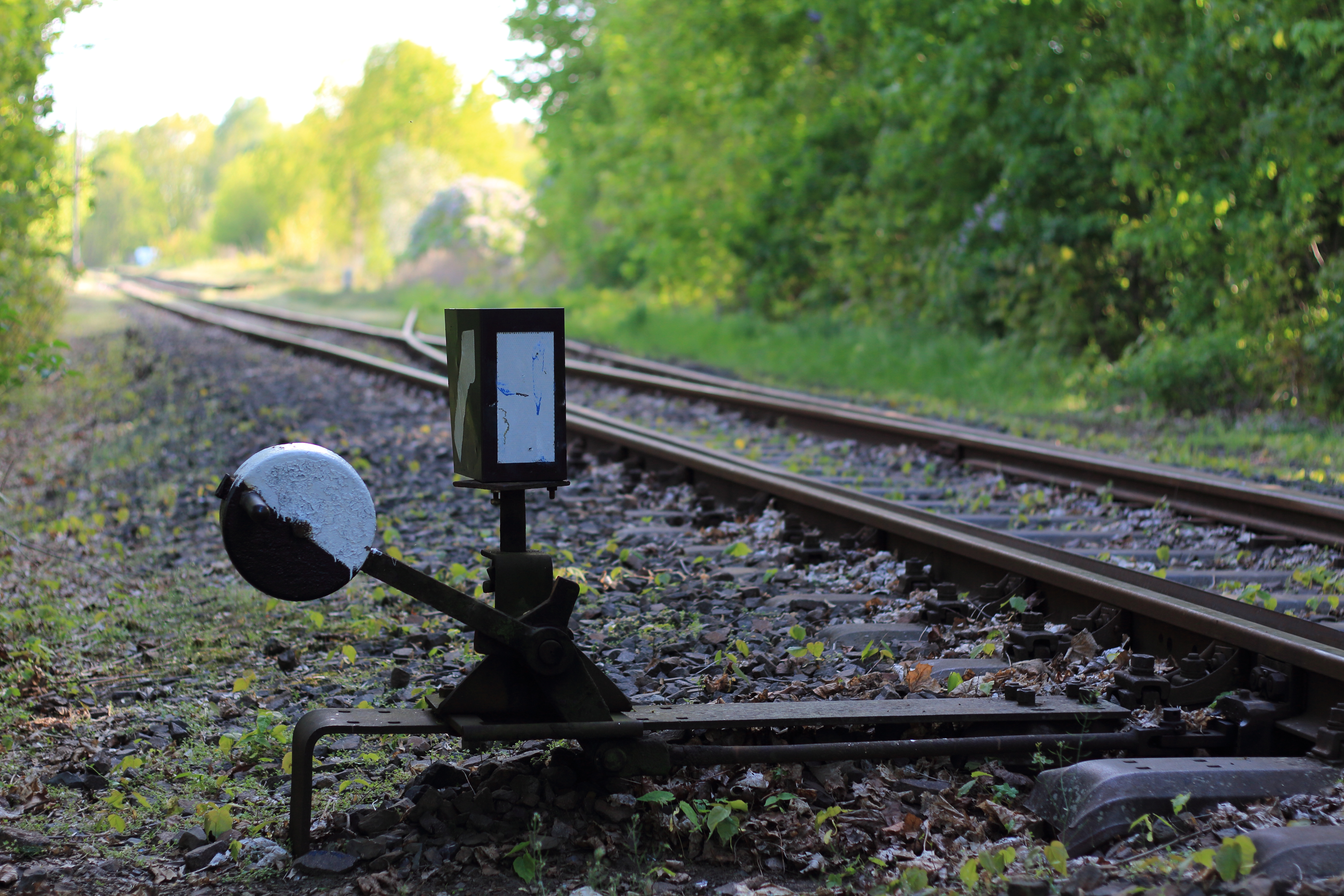
Wn 1
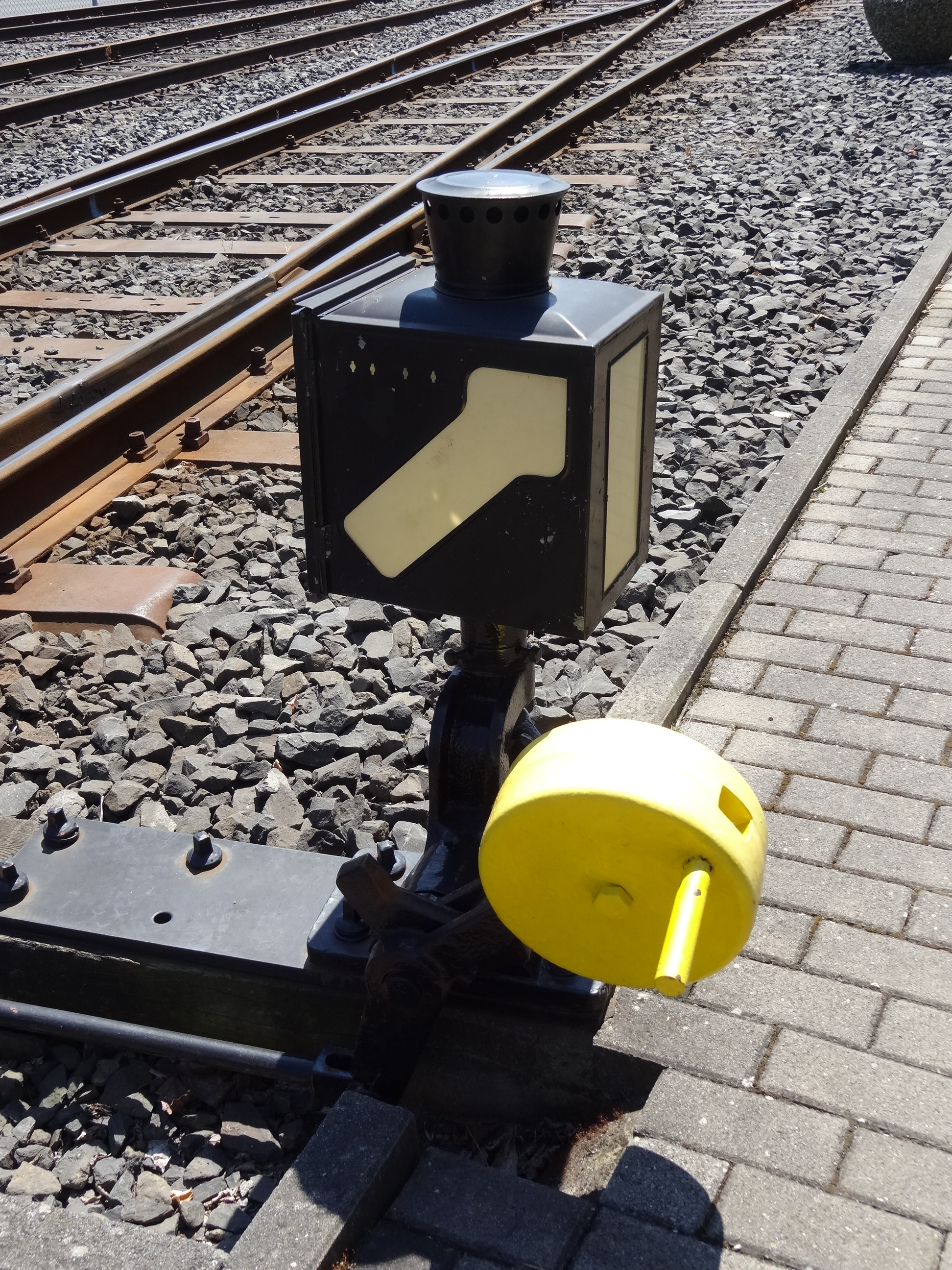
Wn 2
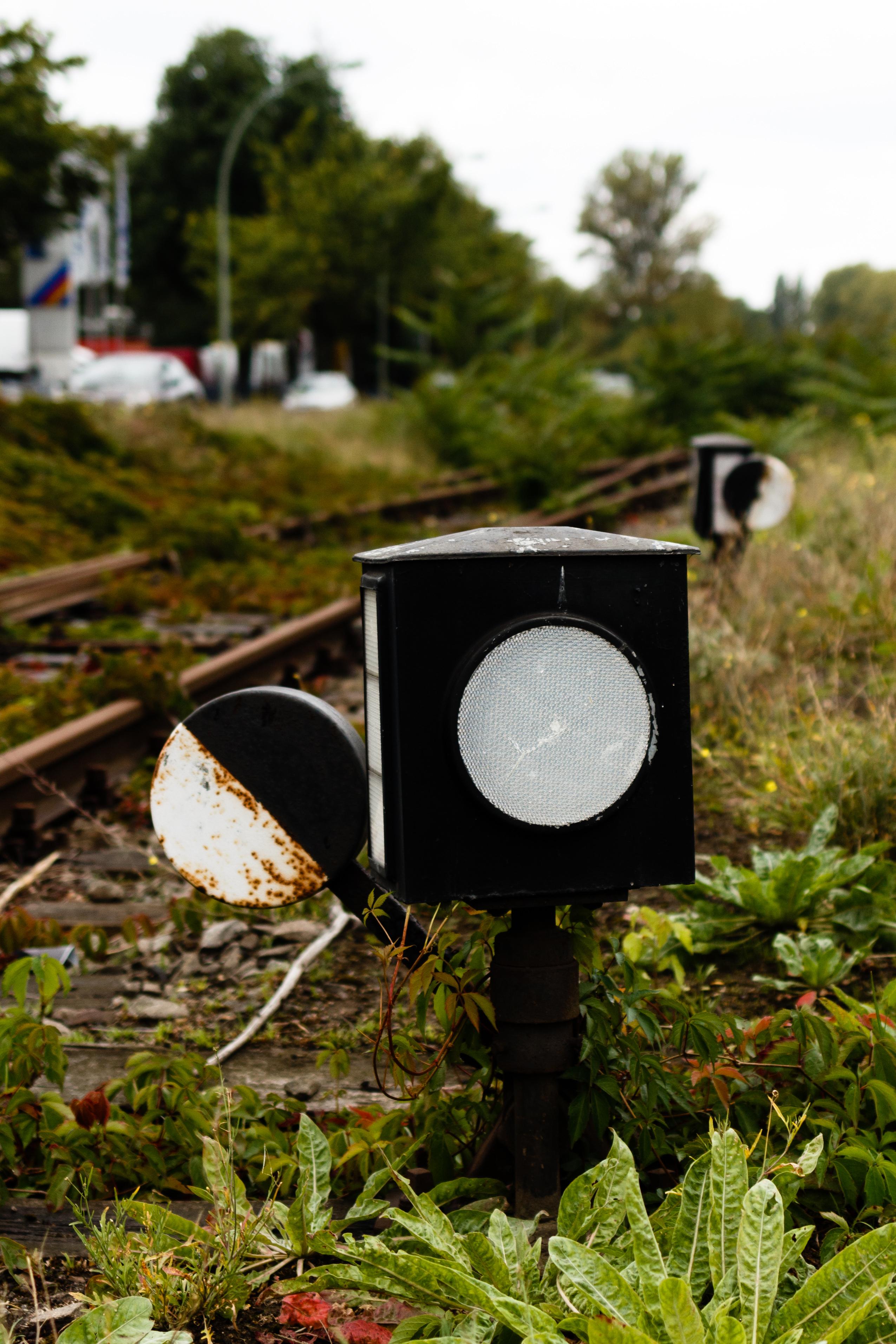
Wn 2 (Gegenrichtung)
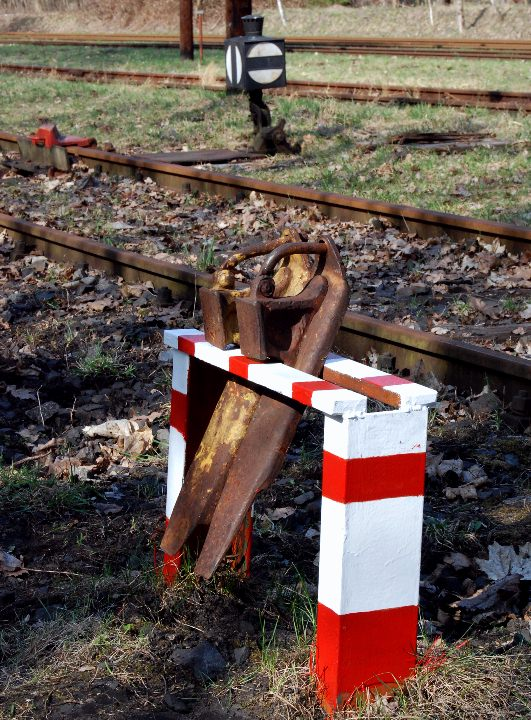
Gleissperre zeigt Sh 0, nach Ablegen Wn 7

### Anwendung

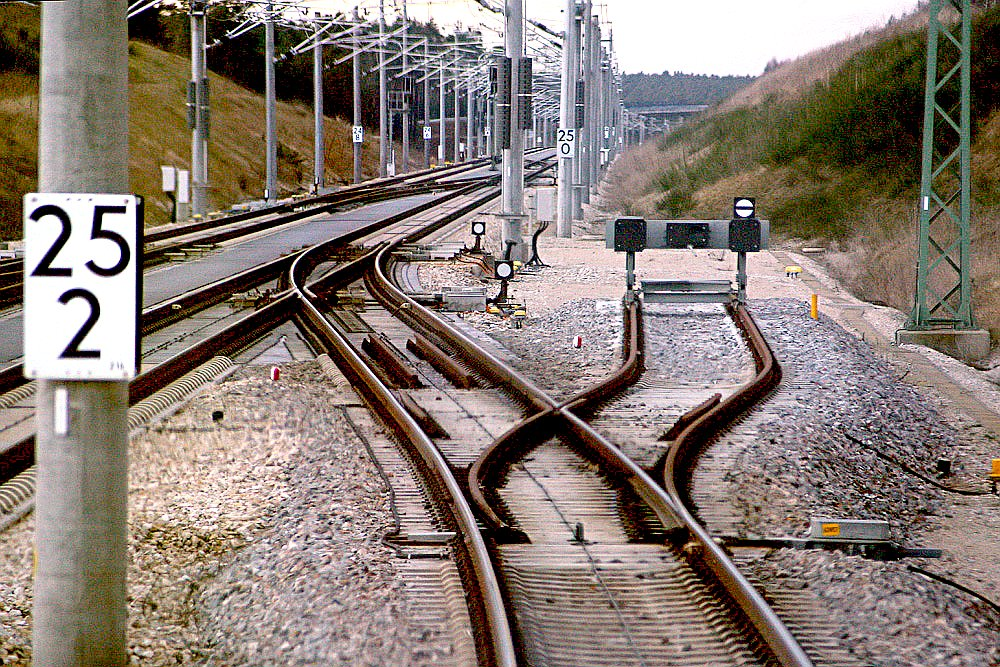
Weichensignale an Weichenzunge und -herzstück einer (abzweigend mit 100 km/h befahrbaren) Schnellfahrweiche im Bahnhof Allersberg (im Vordergrund ist eine langsam befahrbare Schutzweiche, ohne Weichensignale, zu erkennen).

Weichensignale sind bei ortsgestellten und bei ferngestellten Weichen in Bereichen, wo ohne Rangierfahrstraßen rangiert wird, zwingend erforderlich. Anhand der Weichensignale kann der Triebfahrzeugführer eine falsche Weichenstellung rechtzeitig erkennen, um – bei niedrigen Geschwindigkeiten – seinen Zug bzw. seine Rangiereinheit noch vor der Weiche zum Stehen bringen zu können. Ferngestellte Weichen, auf denen ohne Rangierfahrstraßen rangiert wird, kommen hauptsächlich bei älteren Stellwerksbauformen (mechanisches, elektromechanisches oder ältere Relaisstellwerke) vor. Da bei modernen Stellwerken (Relaisstellwerke, elektronische Stellwerke) in der Regel Rangierfahrstraßen vorhanden sind, sind in deren Stellbezirken kaum Weichensignale zu finden. Ausnahme hiervon sind elektrisch ortsgestellte Weichen (EOW), die alle mit einem Weichensignal ausgestattet sind.
Eine weitere Ausnahme bilden die deutschen Eisenbahn-Neubaustrecken. Obwohl diese (seit 1987 in Betrieb genommenen) Strecken ausschließlich von Relais- und elektronischen Stellwerken gesteuert werden, wurden hier an Zunge und Herzstück schnell befahrener Weichen je ein Weichensignal angebracht. Diese dienen im Wesentlichen dem Wartungspersonal, das sich so auf einen Blick von der einheitlichen Stellung von Zunge und Herzstück überzeugen kann (so genannte Übereinstimmungsprüfung). Durch die mechanisch mit den Stellteilen verbundenen Signale ist es somit auch in Sperrpausen von nur wenigen Minuten möglich, die korrekte Lage der mitunter mehr als 100 Meter auseinander liegenden Teile auf einen Blick zu überprüfen.
Das Vorhandensein von Weichenlaternen dort hängt auch damit zusammen, dass in den Stellwerken deutscher Schnellfahrstrecken zumeist keine Rangierfahrstraßen hinterlegt sind, sodass im Falle eines notwendigen Rangiervorgangs die Weichen einzeln gestellt werden müssen. Um dem Triebfahrzeugführer die korrekte Lage anzeigen zu können, wird deshalb wieder vereinzelt auf Weichensignale zurückgegriffen.